# Sagittaria lancifolia
Sagittaria lancifolia là một loài thực vật có hoa trong họ Alismataceae. Loài này được L. miêu tả khoa học đầu tiên năm 1759..
Đây là loài thân thảo, là loài bản địa miền đông nam Hoa Kỳ. Loài này được biết đến từ mọi tiểu bang ven biển từ Delaware tới Texas. Loài này được coi là loài bản địa Mexico, Trung Mỹ, Tây Ấn và miền bắc Nam Mỹ. Loài này được trồng trên đảo Java ở Indonesia. Tên thường gặp là "khoai tây vịt" vì thân củ lớn giống khoai tây hình thành dưới lòng đất.